# 카스퍼스키 안티바이러스
카스퍼스키 안티바이러스(영어: Kaspersky Anti-Virus, 러시아어: Антивирус Касперского, KAV, 이전 이름: AntiViral Toolkit Pro)는 유진 카스퍼스키가 개발한 바이러스 검사 소프트웨어이다. 주로 마이크로소프트 윈도우, 맥 OS X를 사용하는 사람들을 악성 코드로부터 보호하도록 설계되었다. 비즈니스 소비자들을 위한 리눅스용 버전도 존재한다.

## 시스템 요구사항
|                         | XP (32/64비트)           | 윈도우 비스타 (32/64비트) | 윈도우 7 (32/64비트)   | OS X (v.10.4.11 타이거 이상) | 리눅스 (레드햇, 맨드리바, 페도라, 데비안, 수세) |
| ----------------------- | ------------------------ | ------------------------- | ---------------------- | ---------------------------- | ----------------------------------------------- |
| 프로세서                | 인텔 펜티엄 300 MHz 이상 | 인텔 펜티엄 800 MHz 이상  | 인텔 펜티엄 1 GHz 이상 | 인텔 펜티엄 1 GHz 이상       | 인텔 펜티엄 133 MHz 이상                        |
| RAM                     | 256 MB                   | 512 MB                    | 1 GB                   | 512 MB                       | 64 MB                                           |
| 여유 하드 드라이브 공간 | 50 MB                    | 50 MB                     | 50 MB                  | 80 MB                        | 100 MB                                          |

윈도우에서는 카스퍼스키 안티바이러스를 설치하기 위해 DVD-ROM이나 CD-ROM 드라이브, 인터넷 익스플로러 5.5 이상과 윈도우 인스톨러 2.0 이상이 필요하다. 최신 버전은 공식 웹사이트에서 내려 받거나 소매점을 통해 구매할 수 있다.
윈도우 미를 지원하는 마지막 버전의 카스퍼스키 안티바이러스는 6.0.2.621이며 윈도우 2000을 지원하는 마지막 버전은 7.0.0.125이다.

## 같이 보기
- 카스퍼스키 랩